# 미나모토노 시게유키

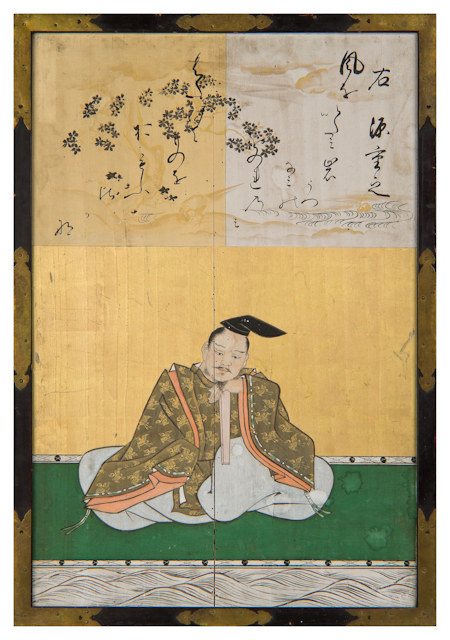
미나모토노 시게유키（『三十六歌仙額』）

미나모토노 시게유키(일본어: 源重之)는 일본 백인일수중 한명이자 36가선중 한명이다. 헤이안(平安) 중기의 가인(歌人)이었다. 아버지는 사다모토 친왕(貞元親王)의 아들인 종5위하(従五位下) 미나모토노 가네노부(源兼信)이다. 후에 백부(伯父)인 참의(参議) 미나모토노 가네타다(源兼忠)의 양자(養子)로 들어갔다.
레이제이 천황(冷泉天皇)이 황태자였을 시기에 곁에서 그를 호위하는 대도선생(帯刀先生)을 맡았다. 고호(康保)4년 (967년)에 무라카미 천황(村上天皇)이 붕어(崩御)하고, 레이제이 천황이 즉위하자 좌우의 근위장감(近衛将監)이 되었다. 그 후 종5위하(従五位下)와 각종 지방관을 거치다 조호(長保)2년 (1000년)에 60세의 나이로 숨을 거두었다.
칙찬 와카집(勅撰和歌集)에 총 68수(首)가 정리되어 있다. 특히 본인 가집에 있는 시 重之百首는 백인일수에 포함된 와카(和歌) 중에서도 가장 시기가 오래된 시이다.